# 키타가와 츠토무

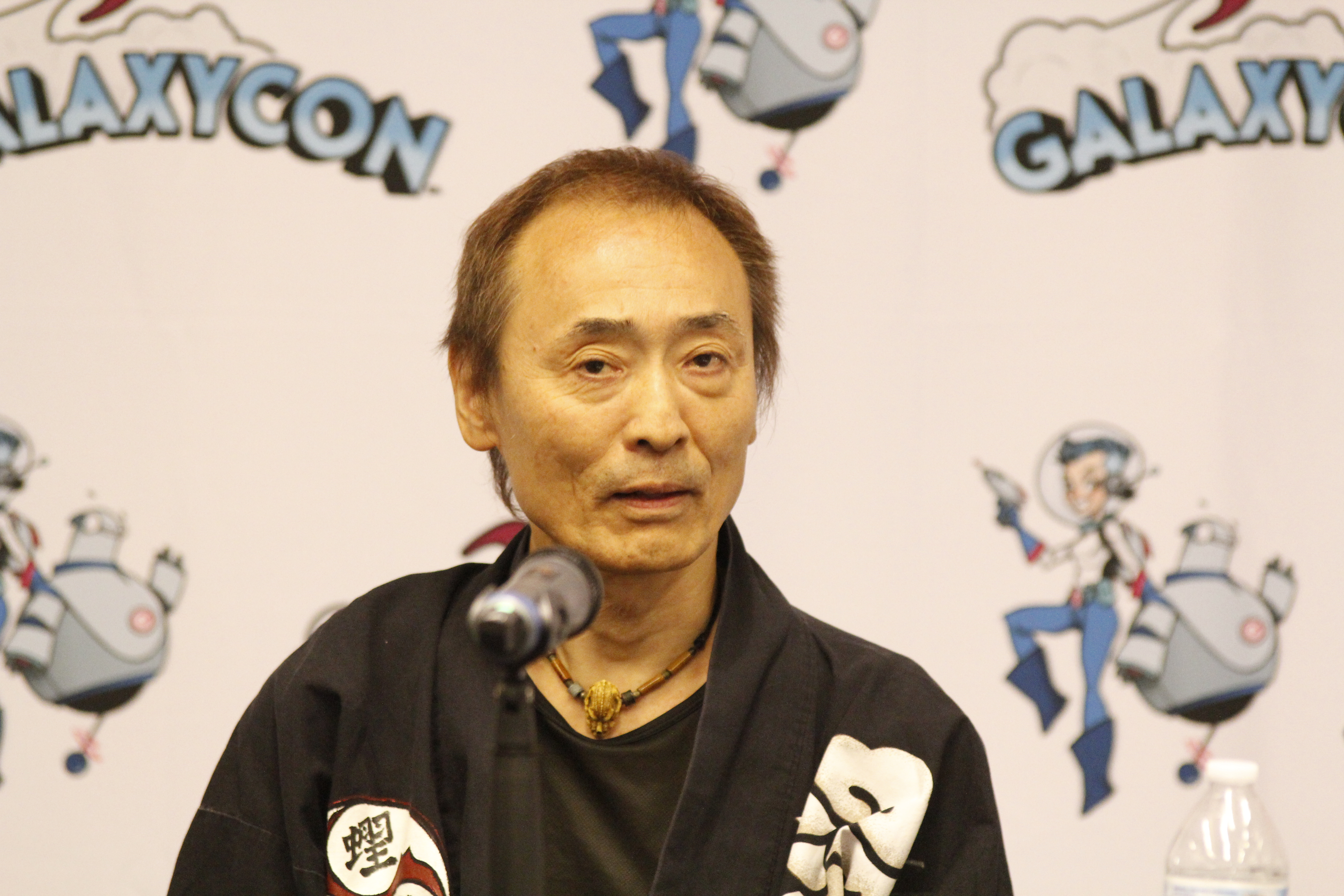

키타가와 츠토무(喜多川2tom, 1957년 12월 21일 ~ )는 일본의 배우이다.
출생지는 야마구치현이다.

## 영화
- 고질라 - 파이널 워즈 (2011년)
- 일본인 특수효과의 예술 (2008년)
- 고질라 - 고질라X모스라X메카고질라 도쿄 SOS (2003년)
- 고질라 - 고질라 X 메카고질라 (2002년)
- 고질라 25 - 고지라 X 메가기라스 G 소멸 작전 (2000년)
- 고질라 24 - 고질라 2000 밀레니엄 (1999년)
- 모스라 3 (1998년)